# Hybanthus melchiorianus
Hybanthus melchiorianus är en violväxtart som beskrevs av G. K. Schulze. Hybanthus melchiorianus ingår i släktet Hybanthus och familjen violväxter. Inga underarter finns listade i Catalogue of Life.